# Michael McCann
Pour les articles homonymes, voir McCann.
Michael Anthony McCann, également connu sous le pseudonyme Behavior, est un compositeur canadien né le 5 mars 1976. Il travaille pour la télévision, le cinéma et le jeu vidéo.
Il est principalement reconnu pour sa partition pour le jeu Deus Ex: Human Revolution, nommée aux prestigieux BAFTA Awards et récompensée aux Canadian Video Game Awards en 2012. En 2006 celle pour Splinter Cell : Double Agent est nommée aux Interactive Achievement Awards et aux Game Audio Network Guild Awards, et est élue Meilleure musique originale par IGN.

## Prix et nominations
| Année | Prix                                   | Travail nommé                            | Catégorie                         | Résultat   |
| ----- | -------------------------------------- | ---------------------------------------- | --------------------------------- | ---------- |
| 2012  | BAFTA Video Game Awards                | Deus Ex: Human Revolution                | Best Original Music               | Nomination |
| 2012  | Canadian Video Game Awards             | Deus Ex: Human Revolution                | Best Original Music               | Lauréat    |
| 2011  | Cue Awards                             | Deus Ex: Human Revolution                | Breakout Composer of the Year     | Nomination |
| 2011  | Cue Awards                             | Deus Ex: Human Revolution                | Best Score in Film / Media        | Nomination |
| 2011  | Cue Awards                             | Deus Ex: Human Revolution                | Best Score for a Video Game       | Nomination |
| 2011  | Cue Awards                             | Deus Ex: Human Revolution - Icarus       | Most Memorable Theme              | Nomination |
| 2011  | Spike TV Video Game Awards             | Deus Ex: Human Revolution                | Best Original Score               | Nomination |
| 2011  | Hollywood Music In Media               | Deus Ex: Human Revolution                | Best Original Score               | Nomination |
| 2011  | G4TV X-Play Awards                     | Deus Ex: Human Revolution                | Best Original Score               | Nomination |
| 2008  | Hollywood Music Awards                 | ReGenesis                                | Best TV Theme                     | Nomination |
| 2007  | Academy of Interactive Arts & Sciences | Tom Clancy's Splinter Cell: Double Agent | Best Original Score               | Nomination |
| 2007  | G.A.N.G.                               | Tom Clancy's Splinter Cell: Double Agent | Best Interactive Score            | Nomination |
| 2006  | IGN's "Best of 2006"                   | Tom Clancy's Splinter Cell: Double Agent | Best Original Score (Xbox 360)    | Sélection  |
| 2006  | Genie Award                            | It's All Gone Pete Tong                  | Best Overall Sound                | Nomination |
| 2006  | Genie Award                            | It's All Gone Pete Tong                  | Best Achievement in Sound Editing | Nomination |
| 2005  | Leo Awards                             | It's All Gone Pete Tong                  | Best Overall Sound                | Lauréat    |
| 2005  | Leo Awards                             | It's All Gone Pete Tong                  | Best Overall Sound Editing        | Lauréat    |
| 2004  | Toronto International Film Festival    | It's All Gone Pete Tong                  | Best Canadian Feature Film        | Lauréat    |
| 2002  | Sundance Film Festival                 | FUBAR                                    | Official Selection                | Sélection  |